# 模擬城市：夢之都
《模擬城市：夢之都》（英語：SimCity Societies）是一款城市建造遊戲，由Tilted Mill Entertainment公司製作、美商藝電發行，在2007年11月13日發售。

## 遊戲特色

### 城市風格
與原《模擬城市》系列遊戲不同，《夢之都》导入了革命性的内容与特色，多集中在社會、文化和環保等方面的發展，玩家可以搭配和調整六種不同的社會能量：生產力、繁榮、創造力、靈性、權力和知識，以塑造出不同特質和風格的城市，玩家的城市到底会是欢乐且创意的、灵性与知性的，还是富有且强大的，亦或是服从但恐惧的，都完全掌控在你手中。例如是資本主義城市、烏托邦式城市、獨裁城市及高科技城市等。

### 建築
《夢之都》亦捨棄了前作最主要的遊戲元素：住宅、商業和工業的三種區域及高速公路規劃，取而代之的是四種的建築類型：發電廠、住宅、工作場所和公共場所。住宅是市民居住的地方（市民亦可以是無居所的），工作場所是市民工作的地方（市民亦可以是無工作的），公共場所是供市民娛樂的地方，發電廠為城市提供電力，並能帶來收入。而運輸網絡則簡化為泥土路、柏油路、地鐵和公車站。而柏油路在不同的建築風格下會變成對應的道路。

### 氣候
在《夢之都》製造一個高污染城市，會受到暖化影響。

## 更新檔
目前最新的更新檔為v1.5，而《模擬城市：度假天堂》包含所有《模擬城市：夢之都》的v1.5版本的更新內容。

## 批評
《模擬城市：夢之都》因捨棄了前作的主要元素，造成了許多的玩家不斷的批評，也存在要求藝電將模擬城市交回Maxis開發的聲浪。

## 外部連結
- 《模擬城市：夢之都》（英語）